# Денисов, Максим Яковлевич
Макси́м Я́ковлевич Дени́сов (12 [25] октября 1913, Малое Станичное, Симбирская губерния — 21 июня 1970, Карсун, Ульяновская область) — участник Великой Отечественной войны, командир мотострелковой роты 29-й гвардейской мотострелковой бригады 10-го гвардейского танкового корпуса 4-й танковой армии 1-го Украинского фронта, гвардии старший лейтенант. Герой Советского Союза.

## Биография
Родился 12 (25) октября 1913 года в селе Малое Станичное Симбирской губернии (ныне Карсунский район Ульяновской области) в крестьянской семье. Русский.
Окончил начальную школу, работал в МТС.
В 1935 году был призван в Красную армию; служил в войсках связи на Дальнем Востоке. В 1939 году принимал участие в боях на реке Халхин-Гол, где получил небольшое ранение. В 1941 году окончил курсы младших лейтенантов, в 1942 — курсы «Выстрел», после чего проходил службу в действующей армии (Центральный, Брянский и 1-й Украинский фронты). В 1942 году вступил в ВКП(б).
В ночь на 26 января 1945 года, в ходе Сандомирско-Силезской операции, командир мотострелковой роты 29-й гвардейской мотострелковой бригады гвардии старший лейтенант Максим Денисов переправился со своей ротой по взломанному льду южнее города Штайнау на левый берег Одера и с ходу овладел траншеями противника, уничтожив при этом до роты гитлеровцев и взяв 58 пленных. По итогам этого боя он был представлен к званию Героя Советского Союза, которое было присвоено указом Президиума Верховного совета СССР от 10 апреля 1945 года.
В последующий период был тяжело ранен.
После выздоровления, уже по окончании войны, вернулся на военную службу. В 1948 году окончил курсы усовершенствования офицерского состава. Уволился в запас в 1957 году в звании майора. Жил в посёлке Карсун Ульяновской области, работал токарем в столярном цехе местного промкомбината.
Умер 21 июня 1970 года. Похоронен на кладбище Карсуна.

## Семья
Был дважды женат. От первой жены Елены (брак был заключён в 1939 году) имел дочь Маргариту и сына Николая, от второй, Евдокии, которую повстречал на фронте, — двух дочерей.
Три родных брата Максима Яковлевича погибли на фронте.

## Награды
- Герой Советского Союза (10.04.1945);
- Орден Ленина (10.04.1945);
- Орден Александра Невского
- Орден Отечественной войны I степени (16.04.1945);
- Два ордена Красной Звезды (27.05.1944, 15.11.1950);
- Медаль «За боевые заслуги» (05.11.1946);
- Медали.

## Память
В Карсуне на Аллее Героев установлен бронзовый бюст М. Я. Денисова. Его могила признана объектом культурного наследия (памятником истории и культуры).
В селе Малое Станичное установлена мемориальная доска; имя М. Я. Денисова присвоено местной начальной школе.